# Odpady

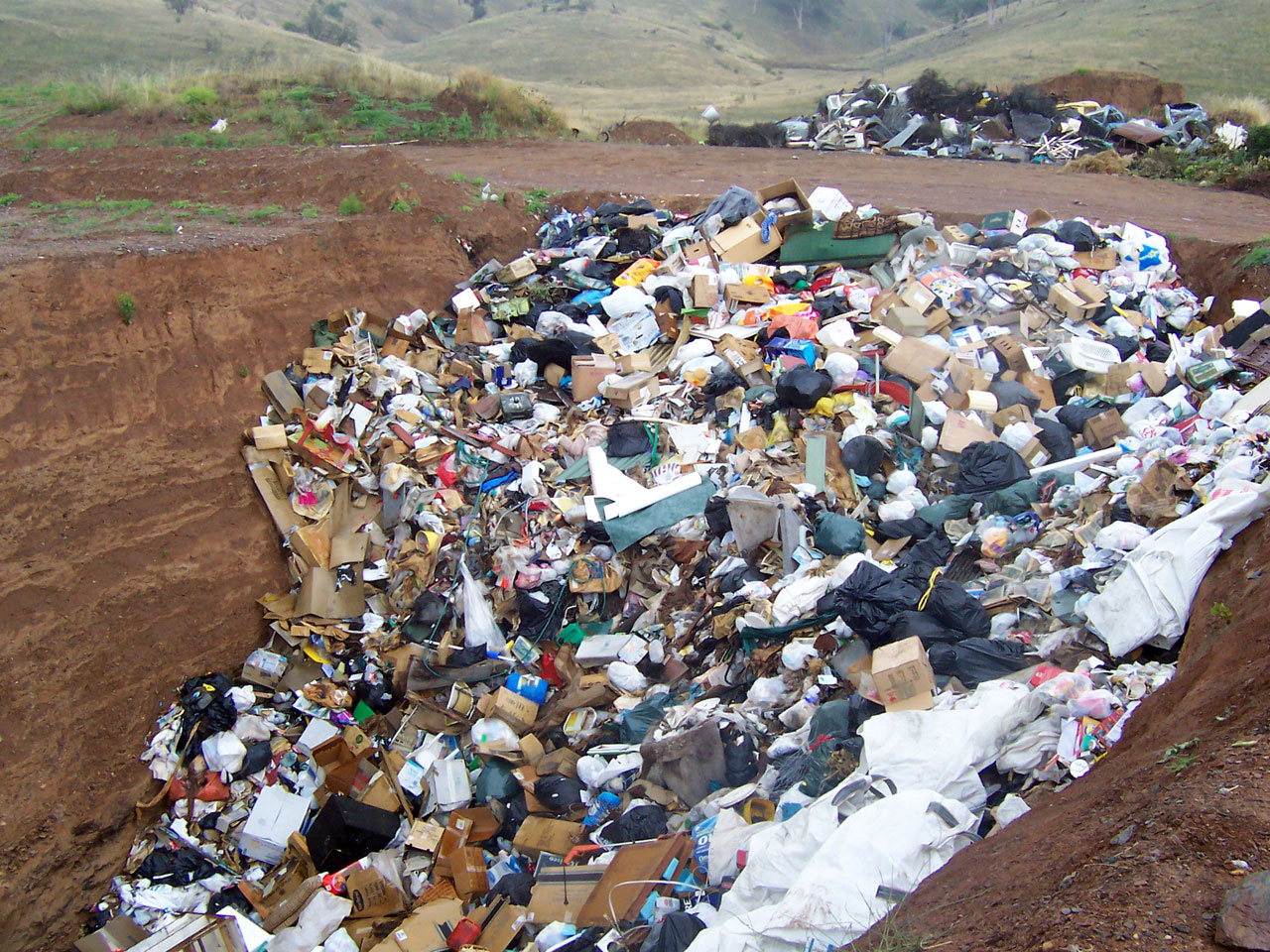
Odpady bytowe niesegregowane

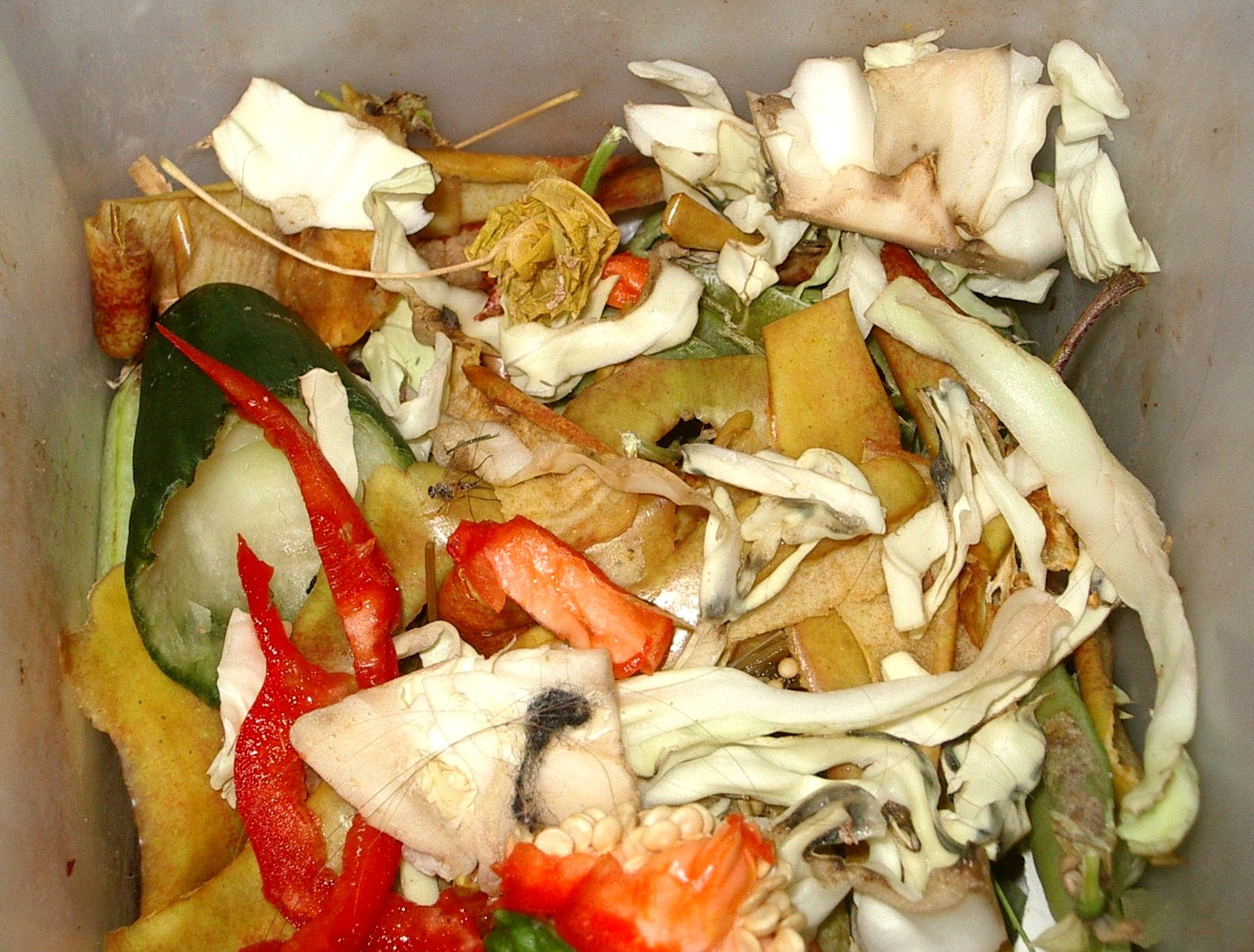
Odpady organiczne (biodegradowalne)

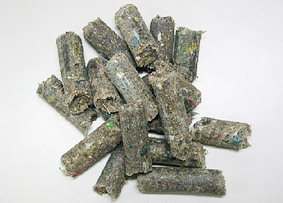
Paliwo alternatywne, czyli materiał opałowy w postaci wałków wytworzonych z silnie rozdrobnionych odpadów (skrót: RDF od Refuse Derived Fuel – paliw z odpadów)

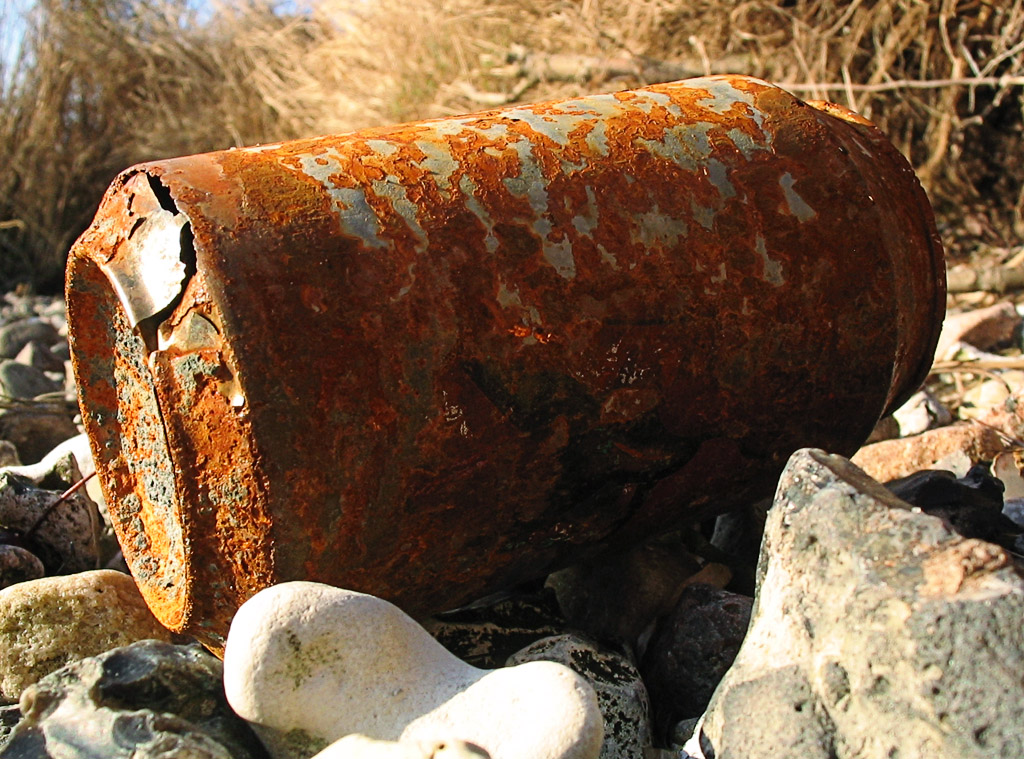
Puszki po napojach to rodzaj odpadu opakowaniowego z metalu

Odpady, śmieci – substancje i przedmioty, których posiadacz pozbywa się, zamierza pozbyć się lub do ich pozbycia się jest zobowiązany. Wojewódzki Sąd Administracyjny w Poznaniu, w wyroku z dnia 18.12.2019 r. (znak IV SA/Po 630/19) zwrócił uwagę, że definicja odpadów opiera się na znanej od dawna w prawie unijnym i polskim „triadzie”: odpadem jest każda substancja lub przedmiot, których posiadacz pozbywa się, zamierza się pozbyć lub do pozbycia się jest obowiązany. Pojęcie odpadu nie wyłącza substancji i przedmiotów, które nadają się do dalszego gospodarczego wykorzystania, odpadami są także materiały podlegające ponownemu gospodarczemu wykorzystaniu przez nabywcę, posiadają dla niego określoną wartość gospodarczą, rynkową. Dla zakwalifikowania danej substancji lub przedmiotu jako odpadu, nie ma znaczenia wola, świadomość nabywcy.
Jako odpady należy traktować nie tylko przedmioty i substancje będące pozostałością procesu produkcyjnego, którego celem nie było powstanie tego produktu lub substancji, a które posiadacz, wytwórca uważa za zbędne i których chciałby się wyzbyć, ale także takie, które podlegają dalszym procesom odzysku w celu ich gospodarczego wykorzystania.

## Klasyfikacja odpadów
W celu uporządkowania gospodarki zasobami i ochrony środowiska niezbędna jest klasyfikacja odzwierciedlająca genezę odpadów, ich właściwości, ekologiczną szkodliwość, użyteczność i masowość ich wytwarzania.
Podstawą każdej klasyfikacji są odpowiednio dobrane kryteria o charakterze fizykochemicznym, biologicznym, technologicznym, ekonomicznym np.:
- źródło pochodzenia – sfera powstawania,
- kryterium surowcowe,
- stan skupienia,
- skład chemiczny,
- toksyczność,
- stopień zagrożenia dla środowiska,
- stopień przydatności (branżowej) do dalszego wykorzystania.

Odpady klasyfikuje się w zależności od źródeł powstawania, stopnia uciążliwości bądź stwarzania zagrożeń dla życia lub zdrowia ludzi oraz dla środowiska.
W problematyce dotyczącej ochrony środowiska rozpatruje się i klasyfikuje odpady, jako substancje pochodzące z produkcji lub konsumpcji, które zanieczyszczają środowisko.
Przy klasyfikacji odpadów w oparciu o kryterium toksyczności i zagrożenia dla środowiska przyjmuje się, że o ich szkodliwości decyduje:
- składnik najniebezpieczniejszy, który jednocześnie determinuje przynależność odpadów do odpowiedniej kategorii szkodliwości i określa technologię jego utylizacji,
- toksyczność i szkodliwość odpadu dla organizmów żywych,
- właściwości rakotwórcze substancji odpadowych,
- zagrożenie dla wód powierzchniowych i gleby na podstawie wielkości dopuszczalnych zanieczyszczeń śródlądowych wód powierzchniowych I klasy czystości,
- zanieczyszczenie atmosfery przez odpady pylące, wydzielające pary lub gazy szkodliwe i o nieprzyjemnym zapachu,
- łatwość zapłonu.

Podział odpadów według stopnia szczególnego zagrożenia dzieli je na:
- odpady grożące zakażeniem – zawierające drobnoustroje chorobotwórcze, jaja pasożytów itp.,
- odpady grożące skażeniem – zawierające substancje promieniotwórcze,
- odpady szczególnie szkodliwe dla środowiska – zawierające substancje uznane przez ministra zdrowia za trucizny lub środki szkodliwe,
- surowe produkty i inne materiały uznane za nieprzydatne do wykorzystania gospodarczego.

Ze względu na właściwości odpadów, a głównie udział frakcji organicznej, dzieli się je na:
- mineralne – zawierające znikomą ilość (do 1%) substancji organicznej,
- organiczno-mineralne – zawierające 5–50% substancji organicznej,
- organiczne – w których udział substancji organicznej wynosi więcej niż 50%.

W Polsce na podstawie rozporządzenia Ministra Klimatu z dnia 2 stycznia 2020 r. odpady w zależności od źródła ich powstawania klasyfikowało się na 20 grup:
- odpady powstające przy poszukiwaniu, wydobywaniu, fizycznej i chemicznej przeróbce rud oraz innych kopalin – 01,
- odpady z rolnictwa, sadownictwa, upraw hydroponicznych, rybołówstwa, leśnictwa, łowiectwa oraz przetwórstwa żywności – 02,
- odpady z przetwórstwa drewna oraz z produkcji płyt i mebli, masy celulozowej, papieru i tektury – 03,
- odpady z przemysłu skórzanego, futrzarskiego i tekstylnego – 04,
- odpady z przeróbki ropy naftowej, oczyszczania gazu ziemnego oraz pirolitycznej przeróbki węgla – 05,
- odpady z produkcji, przygotowania, obrotu i stosowania produktów przemysłu chemii nieorganicznej – 06,
- odpady z produkcji, przygotowania, obrotu i stosowania produktów przemysłu chemii organicznej – 07,
- odpady z produkcji, przygotowania, obrotu i stosowania powłok ochronnych (farb, lakierów, emalii ceramicznych), kitu, klejów, szczeliw i farb drukarskich – 08,
- odpady z przemysł przemysłu fotograficznego i usług fotograficznych – 09,
- odpady z procesów termicznych – 10,
- odpady z chemicznej obróbki i powlekania powierzchni metali oraz innych materiałów i z procesów hydrometalurgii metali nieżelaznych – 11,
- odpady z kształtowania oraz fizycznej i mechanicznej obróbki powierzchni metali i tworzyw sztucznych – 12,
- oleje odpadowe i odpady ciekłych paliw (z wyłączeniem olejów jadalnych oraz grup 05, 12 i 19) – 13,
- odpady rozpuszczalników organicznych, chłodziw i propelentów (z wyłączeniem grup 07 i 08) – 14,
- odpady opakowaniowe; sorbenty, tkaniny do wycierania, materiały filtracyjne i ubrania ochronne, nie ujęte w innych grupach – 15,
- odpady nie ujęte w innych grupach – 16,
- odpady z budowy, remontów i demontażu obiektów budowlanych oraz infrastruktury drogowej (włączając glebę z terenów zanieczyszczonych) – 17,
- odpady medyczne i weterynaryjne – 18,
- odpady z instalacji i urządzeń służących zagospodarowaniu odpadów, z oczyszczalni ścieków oraz z uzdatniania wody pitnej i wody do celów przemysłowych – 19,
- odpady komunalne łącznie z frakcjami gromadzonymi selektywnie – 20.

Spośród międzynarodowych (regionalnych) klasyfikacji odpadów do najważniejszych zalicza się klasyfikacje przygotowane przez EKG, EWG i RWPG.
Największy geograficzno-gospodarczy zasięg działania ma klasyfikacja EKG, dlatego projekt standardowej klasyfikacji odpadów (z 12 – 16.06.1989 r.) przyjęto za podstawę jednolitej klasyfikacji odpadów w Polsce.
Biorąc za podstawę warunki powstawania (źródło, pochodzenie), główne składniki oraz fizyczne, chemiczne i biologiczne właściwości odpadów, podzielono je na:
- grupy (odpady o wspólnym pochodzeniu i jednakowych właściwościach),
- typy (odpady bliskie pod względem głównych składników i właściwości),
- gatunki (dokładniej niż typ określają chemiczne, fizyczne i biologiczne właściwości),
- rodzaje (określają specyficzne właściwości odpadu w ramach gatunku), a w razie potrzeby także na odmiany.

## Grupy jednolitej klasyfikacji odpadów
- Odpady zwierzęce,
- Odpady zwierzęce powstające w chowie, przetwórstwie i obrocie zwierzętami,
- Odpady z produkcji roślinnej,
- Odpady drzewne,
- Odpady wydobywcze kopalin,
  - zobacz: Odpady powęglowe
- Odpady przetwórcze kopalin,
- Odpady żywności roślinnej powstające w przetwórstwie i obrocie,
- Odpady tekstyliów,
- Odpady włókien naturalnych,
- Odpady włókien syntetycznych,
- Odpady drewna,
- Odpady papieru i kartonu,
- Odpady ropy i jej pochodnych,
- Odpady chemiczne,
- Odpady gumy,
- Odpady szkła,
- Odpady metali żelaznych,
- Odpady metali nieżelaznych,
- Złom sprzętu technicznego,
- Osady z oczyszczania ścieków i uzdatniania wody,
- Odpady budowlane,
- Odpady paleniskowe, pyły i szlamy,
- Zanieczyszczona ziemia,
- Osady denne,
- Odpady bytowo-gospodarcze (komunalne),
- Odpady radioaktywne,
- Odpady inne (jak np. formierskie i rdzeniarskie, masy ziemne gruntu usuwane w budownictwie, pozostałości po spalaniu odpadów bytowo-gospodarczych, osadów z oczyszczania ścieków oraz pozostałych odpadów w ten sposób unieszkodliwianych, pozostałości po kompostowaniu odpadów komunalnych, wykładziny podłogowe).

W praktyce gospodarczej, tzn. w gospodarce materiałowej, jeszcze często korzysta się z klasyfikacji tych odpadów, które stanowią potencjalne surowce wtórne. Klasyfikacja stanowi więc podstawę do jednoznacznego oznaczenia poszczególnych rodzajów surowców wtórnych, umożliwiając właściwe odróżnienie poszczególnych grup zarówno przez dostawców, jak i przez odbiorców.
Klasyfikacja ta (funkcjonująca od 1976 r.) oparta jest na konstrukcji wieloszczeblowej przy zastosowaniu różnych kryteriów podziału odpadów, jest dość szczegółowa i w miarę kompleksowa.
Według powyższej klasyfikacji odpady podzielono na 5 podstawowych rodzajów: metaliczne, niemetaliczne, mineralne, komunalne i energii cieplnej.
W drugim etapie klasyfikacji podstawą podziału poszczególnych rodzajów surowców wtórnych na grupy są ich źródła pochodzenia (miejsca powstawania).
W trzecim etapie przyjęto niejednolite kryteria dla poszczególnych rodzajów surowców wtórnych. W odniesieniu do metalicznych, niemetalicznych i energii przyjęto kryterium surowcowe, dla mineralnych kryterium miejsca ich powstawania, natomiast dla komunalnych kryterium stanu skupienia.
W czwartym stopniu klasyfikacji za podstawę przyjęto kryterium właściwości fizyczno-chemicznych lub technologicznych. Omawiana klasyfikacja, mimo wielu niedoskonałości, umożliwia jednak objęcie nią wszystkich surowców wtórnych i może być wykorzystywana w praktyce gospodarczej.

## Zasady gospodarowania odpadami

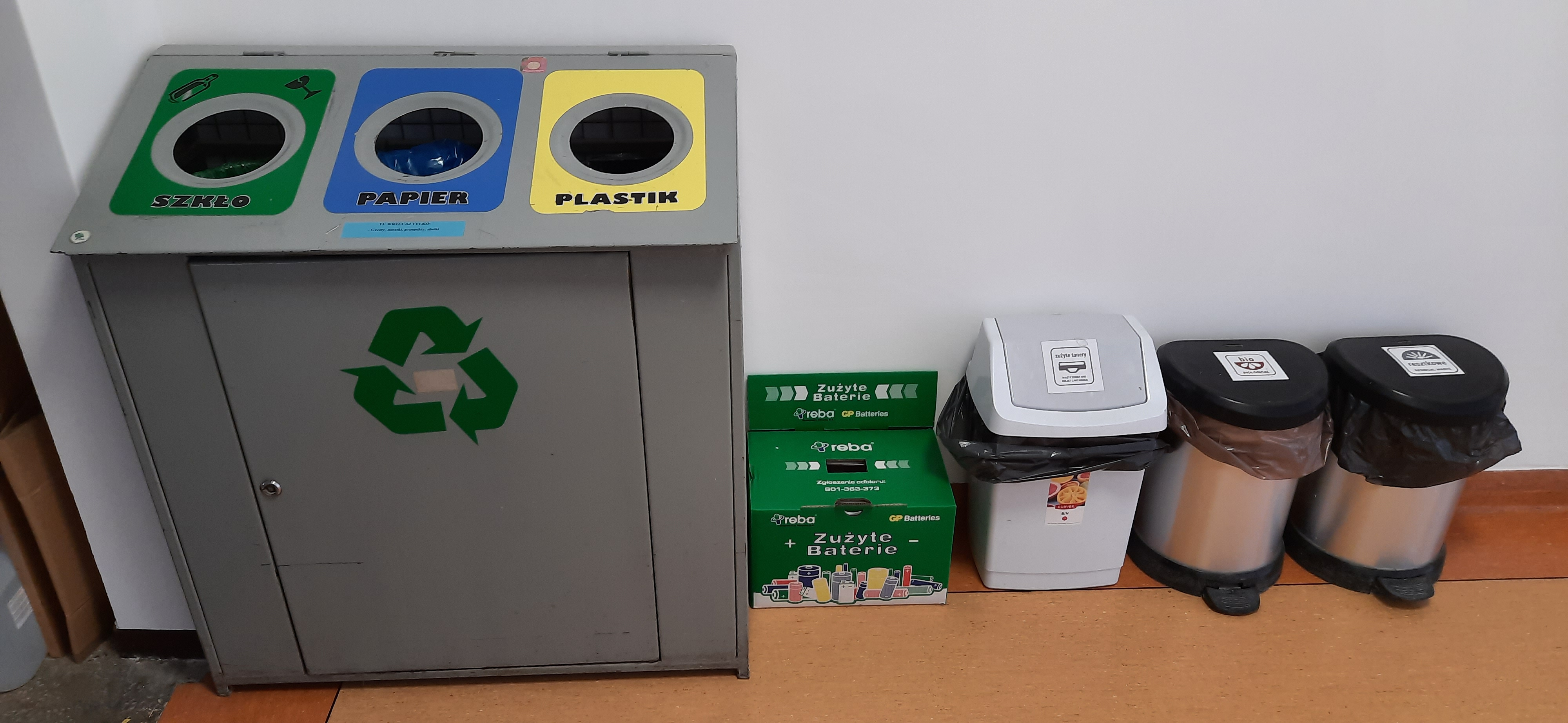
Pojemniki na segregowane odpady na Politechnice Gdańskiej

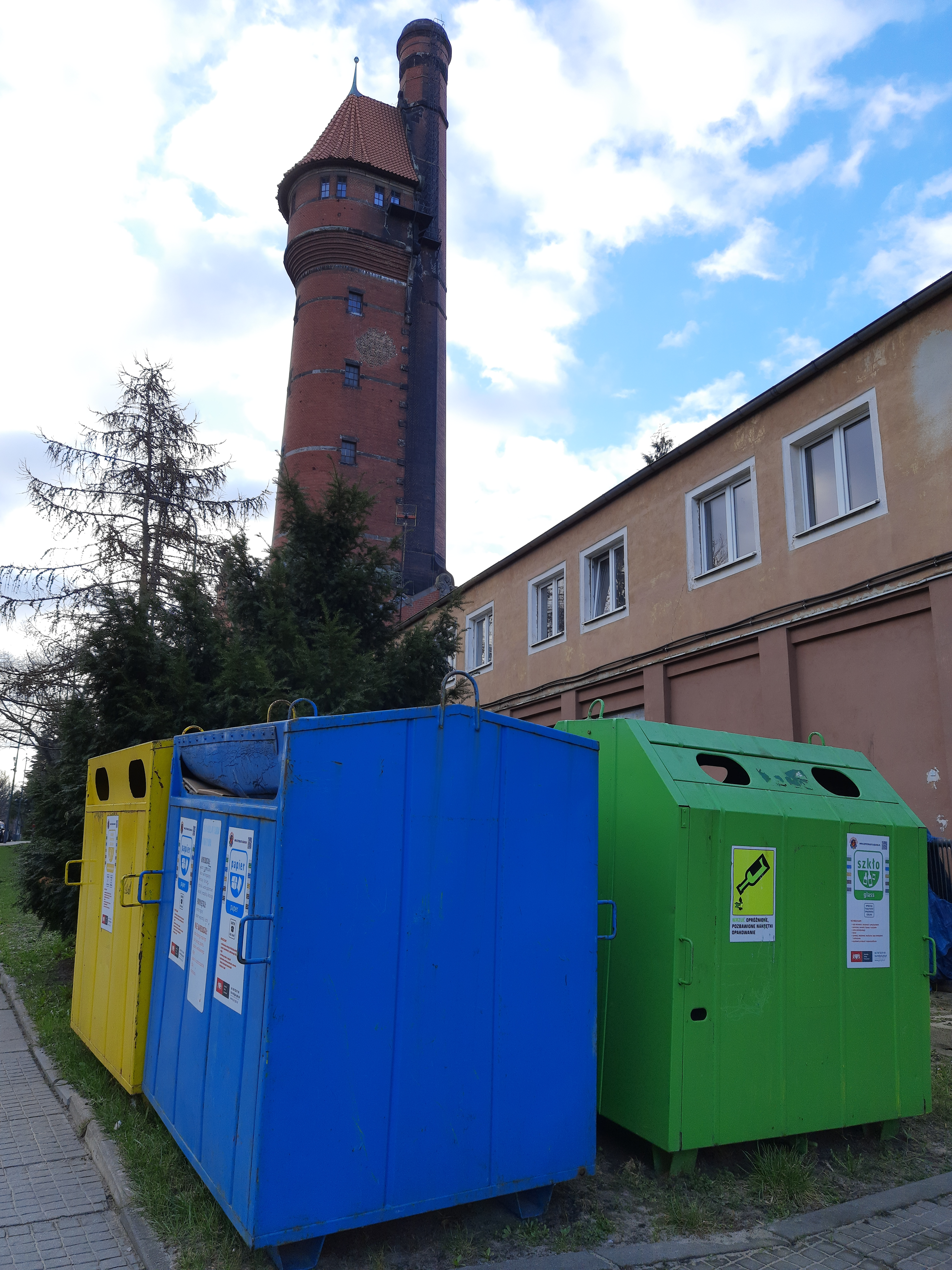
Kontenery gniazdowe do selektywnej zbiórki odpadów na terenie Politechniki Gdańskiej

Jednym z istotniejszych celów ustawy o odpadach jest uregulowanie racjonalnego zagospodarowywania odpadów i powtórnego ich wykorzystania. Przez gospodarkę odpadami należy rozumieć: „zbieranie, transport, odzysk i unieszkodliwianie odpadów, w tym również nadzór nad takimi działaniami oraz nad miejscami unieszkodliwiania odpadów”.
Z powyższej definicji wynika, że gospodarowanie odpadami należy rozumieć szeroko. Dlatego też zasady gospodarowania dotyczą szerokiego zakresu i można je już dostrzec na poziomie prewencji.
Gospodarowanie odpadami podlega jednak określonym zasadom.
„Kto podejmuje działania powodujące lub mogące powodować powstawanie odpadów, powinien takie działania planować, projektować i prowadzić, tak aby”:
- Zapobiegać powstawaniu odpadów lub ograniczać ilość odpadów i ich negatywne oddziaływanie na środowisko przy wytwarzaniu produktów, podczas i po zakończeniu ich użytkowania,
- Zapewniać zgodny z zasadami ochrony środowiska odzysk, jeżeli nie udało się zapobiec powstawaniu odpadów,
- Zapewniać zgodne z zasadami ochrony środowiska unieszkodliwianie odpadów, których powstaniu nie udało się zapobiec lub których nie udało się poddać odzyskowi.

### Obowiązki wytwórców odpadów
Przez wytwórcę odpadów rozumie się każdego, którego działalność lub bytowanie powoduje powstawanie odpadów, oraz każdego, kto przeprowadza wstępne przetwarzanie, mieszanie lub inne działania powodujące zmianę charakteru lub składu tych odpadów; wytwórcą odpadów powstających w wyniku świadczenia usług w zakresie budowy, rozbiórki, remontu obiektów, czyszczenia zbiorników lub urządzeń oraz sprzątania, konserwacji i napraw jest podmiot, który świadczy usługę, chyba że umowa o świadczenie usługi stanowi inaczej.
Wytwórca odpadów (z wyjątkiem odpadów komunalnych) prowadzący instalację, który wytwarza rocznie:
- powyżej 1 tony odpadów niebezpiecznych lub powyżej 5 tysięcy ton pozostałych odpadów – winien uzyskać pozwolenie na wytwarzanie odpadów; powinno ono odpowiadać wymaganiom określonym w przepisach dotyczących pozwoleń na korzystanie ze środowiska, a ponadto określać m.in. ilość odpadów poszczególnych rodzajów dopuszczonych do wytworzenia w ciągu roku.

W przypadku, gdy wytwórca odpadów narusza przepisy ustawy lub działa w sposób niezgodny ze złożoną informacją, organ, któremu należało przedłożyć informację, wzywa go do niezwłocznego zaniechania naruszeń. Jeżeli wytwórca odpadów mimo wezwania, nadal narusza przepisy ustawy lub działa w sposób niezgodny ze złożoną informacją, organ właściwy do otrzymania wstrzymuje w drodze decyzji działalność powodującą wytwarzanie odpadów, uwzględniając potrzebę bezpiecznego dla środowiska zakończenia tej działalności. W takim przypadku wytwórca odpadów zobowiązany jest do usunięcia skutków prowadzonej działalności na własny koszt.
Wytwórca odpadów może zlecić wykonanie obowiązku gospodarowania odpadami innemu podmiotowi. Przeniesienie posiadania odpadów może nastąpić w zasadzie tylko na rzecz takiego podmiotu, który uzyskał zezwolenie właściwego organu na prowadzenie działalności w zakresie gospodarki odpadami.
Dokonanie na rzecz takiego podmiotu przeniesienie posiadania odpadów skutkuje również przeniesieniem odpowiedzialności za zgodne z prawem postępowanie z odpadami.
Posiadacz odpadów objętych listą ustaloną w przepisach wykonawczych może „przekazać” je do wykorzystania przez osobę fizyczną lub jednostkę organizacyjną, które nie są przedsiębiorcami, „na ich własne potrzeby”.
W tym samym trybie można określić rodzaje odpadów, których zbieranie, transport, odzysk lub unieszkodliwianie nie wymagają zezwolenia.
Z pewnymi wyjątkami zezwolenia wymaga działalność w zakresie:
- odzysku,
- unieszkodliwiania,
- zbierania.

Winno ono m.in. określać rodzaje oraz roczną ilość przeznaczonych w tym celu odpadów, dopuszczalne metody odzysku (unieszkodliwiania), a w razie potrzeby także warunki prowadzenia zamierzonej działalności. Decyzje w tych sprawach podejmuje się na czas oznaczony, nie dłuższy niż 10 lat. Jeżeli przemawia za tym szczególnie ważny interes społeczny, związany z ochroną środowiska, a zwłaszcza z zagrożeniem pogorszenia jego stanu w znacznych rozmiarach, mogą one zostać uzależnione od ustanowienia zabezpieczenia roszczeń, w sposób przewidziany prawem ochrony środowiska.

### Obowiązki posiadaczy odpadów

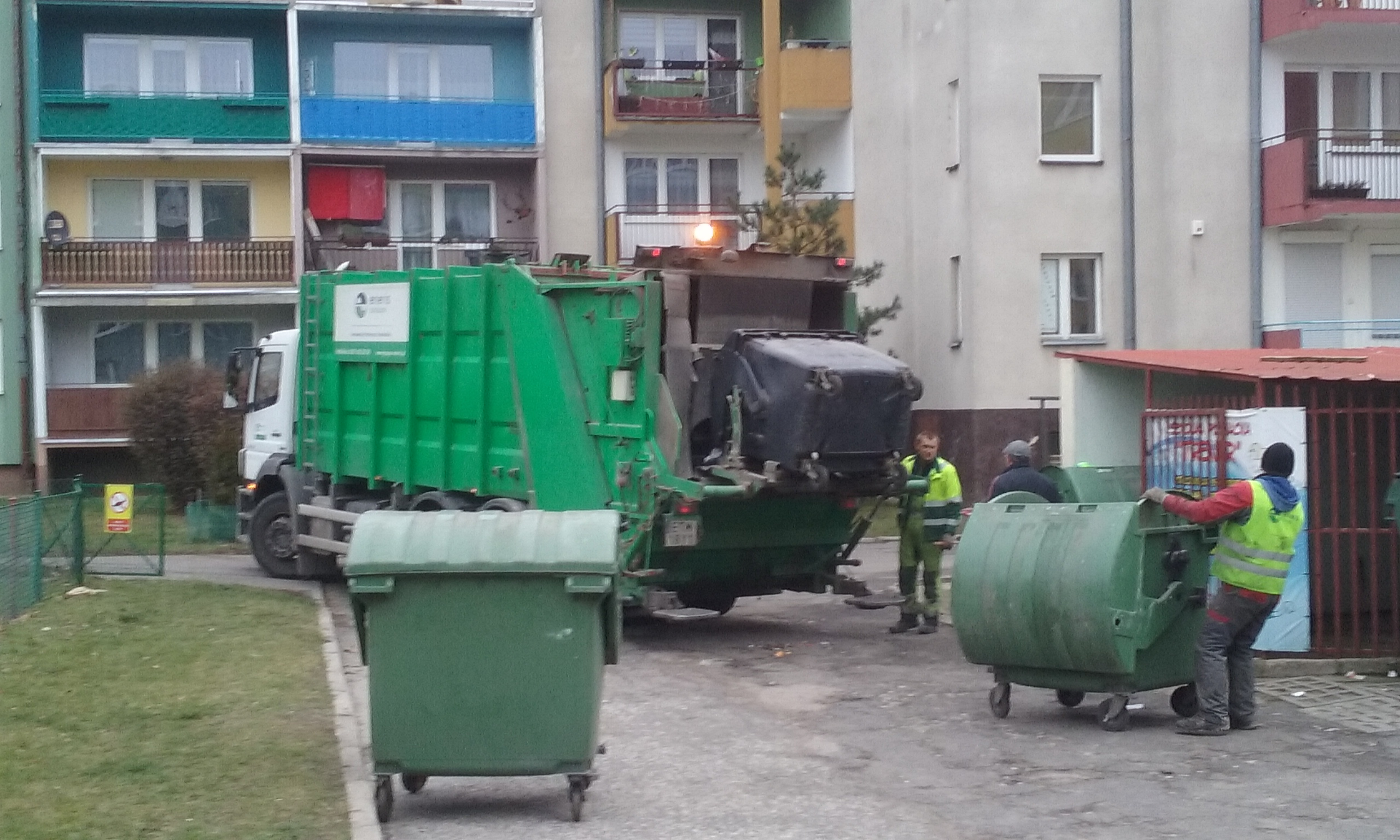
Wywóz śmieci komunalnych w 60-tysięcznym Tomaszowie Mazowieckim

Posiadaczem odpadów jest każdy, kto faktycznie włada odpadami (wytwórca odpadów, inna osoba fizyczna, osoba prawna lub jednostka organizacyjna); domniemywa się, że władający powierzchnią ziemi jest posiadaczem odpadów znajdujących się na nieruchomości.
Posiadacz odpadów, który łącznie prowadzi działalność gospodarczą w zakresie odzysku lub unieszkodliwiania odpadów oraz zbierania lub transportu odpadów, jest zwolniony z obowiązku uzyskania zezwolenia na prowadzenie działalności w zakresie zbierania lub transportu odpadów. Posiadacz odpadów powinien dodatkowo uwzględnić we wniosku o wydanie zezwolenia na prowadzenie działalności w zakresie odzysku lub unieszkodliwiania odpadów wymagania przewidziane dla wniosku o wydanie zezwolenia na prowadzenie działalności w zakresie zbierania lub transportu odpadów.
Właściwy organ, wydając zezwolenie na prowadzenie działalności w zakresie odzysku lub unieszkodliwiania odpadów, uwzględnia dodatkowo wymagania przewidziane dla zezwolenia na prowadzenie działalności w zakresie zbierania lub transportu odpadów.
Posiadacz odpadów może przekazać określone rodzaje odpadów w celu ich wykorzystania osobie fizycznej lub jednostce organizacyjnej, niebędącym przedsiębiorcami, na ich własne potrzeby. Prowadzenie działalności w zakresie wykorzystania odpadów na własne potrzeby przez osoby fizyczne lub jednostki organizacyjne, nie wymaga zezwolenia na prowadzenie działalności w zakresie odzysku.
Wójt, burmistrz lub prezydent miasta, w drodze decyzji, nakazuje posiadaczowi odpadów usunięcie odpadów z miejsc nieprzeznaczonych do ich składowania lub magazynowania, nakazując sposób wykonania tej decyzji.
Do dalszych obowiązków posiadacza odpadów należy zaliczyć prowadzenie ich ilościowej i jakościowej ewidencji.
Posiadacz odpadów jest obowiązany do prowadzenia ich ilościowej i jakościowej ewidencji zgodnie z przyjętym katalogiem odpadów i listą odpadów niebezpiecznych; ewidencja ta w przypadku posiadacza odpadów, który prowadzi działalność w zakresie odzysku lub unieszkodliwiania odpadów, powinna obejmować sposoby gospodarowania odpadami, a także dane o ich pochodzeniu i miejscu przeznaczenia.
Obowiązek ten w odniesieniu do odpadów komunalnych spoczywa na prowadzących działalność bądź przedsiębiorcach posiadających zezwolenie wójta (burmistrza, prezydenta miasta).

## Składowanie i magazynowanie odpadów
Zarówno składowanie odpadów, jak i ich magazynowanie nie są pożądane z punktu widzenia ochrony środowiska. Ustawodawca musiał jednak rozstrzygnąć, co należy uczynić z odpadami, których nie da się poddać odzyskowi albo odzysk ma charakter jedynie częściowy. Dlatego też konieczne było uregulowanie zarówno sposobów, jak i miejsc, gdzie można składować i magazynować odpady.
Składowiskiem odpadów jest obiekt budowlany przeznaczony do składowania odpadów.
Dzielą się one na składowiska odpadów:
- niebezpiecznych,
- obojętnych,
- innych niż niebezpieczne i obojętne.

Z kolei przez magazynowanie odpadów rozumie się czasowe przetrzymywanie lub gromadzenie odpadów przed ich transportem, odzyskiem lub unieszkodliwianiem.
Ex definitione magazynowanie charakteryzuje się ograniczeniem czasowym. Z czasowego charakteru magazynowania odpadów wynika również to, że ta faza gospodarowania odpadami ma jedynie charakter przejściowy i poprzedza ostateczne zagospodarowanie odpadów (odzysk lub unieszkodliwianie) lub też następną fazę
przejściową, prowadzącą wprawdzie do ostatecznego zagospodarowania odpadów, jaką jest ich transport do miejsca unieszkodliwiania lub odzysku.
Magazynowanie może odbywać się wyłącznie na terenie, do którego posiadacz odpadów ma tytuł prawny. Ponieważ magazynowanie jest tylko fazą przejściową, ustawodawca nie stawia takich rygorystycznych wymogów jak w przypadku składowania odpadów.
Miejsce magazynowania odpadów nie wymaga, tak jak miejsce składowania odpadów, wyznaczenia w trybie przepisów o zagospodarowaniu przestrzennym. Jednak podmiot zajmujący się składowaniem odpadów musi mieć tytuł prawny do nieruchomości gruntowej (terenu).
Ustalenie miejsca magazynowania następuje odpowiednio w:
- pozwoleniu zintegrowanym (w rozumieniu prawa ochrony środowiska),
- decyzji podjętej na podstawie ustawy o odpadach,
- pozwoleniu na wytwarzanie odpadów,
- zezwoleniu na działalność w zakresie odzysku, unieszkodliwiania odpadów, ich zbierania i transportu.

Największym zbiornikiem odpadów w Europie jest „Żelazny Most”.

## Sposoby zagospodarowania odpadów
Utylizacja odpadów w piecach cementowych
W technologii spalania odpadów w piecach cementowych wykorzystuje się fakt, że prowadzony w tych instalacjach proces klinkieryzacji jest procesem wysoko-temperaturowym (1200–1400 °C). Dodatkowym atutem jest czas przybywania cząstki zawieszonej w strefie wysokich temperatur, który wynosi 4-5 s.
Warunkiem właściwego przeprowadzenia spalania odpadów, w układzie skojarzonym z produkcją klinkieru, jest precyzyjne wyznaczenie jednostkowej ilości odpadu. Dopuszczalna ilość odpadu dobierana jest w taki sposób, aby ograniczyć negatywne oddziaływania na skład lotnych produktów spalania, które są gwarancją stabilności pracy pieca, oraz na jakość klinkieru. Ilość ta określana jest głównie na podstawie zawartości metali ciężkich oraz alkaliów i chloru w odpadach oraz ich dopuszczonej zawartości w klinkierze.
Warunki spalania w piecach cementowych sprawiają, że są one szczególnie przydatne do spalania niebezpiecznych odpadów przemysłowych, ale również wyselekcjonowanych odpadów z sektora komunalnego.
Należą do nich głównie:
- Zużyte rozpuszczalniki organiczne (w tym również chlorowcopochodne),
- Pozostałości podestylacyjne i produkty uboczne przemysłu chemicznego, farmaceutycznego,
- Zużyte i przeterminowane chemikalia i farmaceutyki,
- Zużyte oleje i smary maszynowe.

Utylizacja odpadów przemysłowych (zwłaszcza niebezpiecznych) w piecach cementowych prowadzona jest systematycznie w 30 krajach świata.
Odpady o konsystencji półstałej, a także odpady komunalne, można dozować bezpośrednio do środkowej części pieca pomiędzy wymiennik i dekarbonizator, gdzie temperatura gazów piecowych wynosi 950–1200 °C. Ta temperatura stwarza wystarczające warunki do rozkładu termicznego substancji niebezpiecznych.
Pozostałości nieorganiczne zawarte w spalonym odpadzie wchodzą w mineralną strukturę składników klinkieru cementowego w strefie spiekania.
W Polsce gospodarkę odpadami regulowała ustawa z dnia 27 kwietnia 2001 roku o odpadach. 8 stycznia 2013 roku została ogłoszona nowa ustawa o odpadach z dnia 14 grudnia 2012 roku.